# Symbol (宮川大聖のアルバム)
『Symbol』（シンボル）は、2020年7月8日にユニバーサルシグマから発売された宮川大聖のミニアルバムである。

## 解説
- 初めて本名名義でリリースしており、ジャケットデザインは自ら行った[1][2]。
- 初回限定映像盤はBlu-ray付き。

## 収録曲
CD
1. ロア
作詞：宮川大聖　作曲：宮川大聖、中村泰輔　編曲：サカイダユーキ
2. Symbol
作詞・作曲：宮川大聖　編曲：サカイダユーキ
3. ミスターグリッチ
作詞：宮川大聖　作曲：宮川大聖、中村泰輔　編曲：Mind United
4. Midnight Parade
作詞：宮川大聖　作曲：宮川大聖、久保田真吾、栗原暁　編曲：久保田真吾
5. リリア
作詞：宮川大聖　作曲：宮川大聖、須田悦弘　編曲：Mind United
6. rhythm
作詞：宮川大聖　作曲：宮川大聖、Chris Meyer、Toshiya Hosokawa　編曲：Toshiya Hosokawa
7. get out get
作詞：宮川大聖　作曲：宮川大聖、Mind United　編曲：サカイダユーキ
8. ラストアンビエント
作詞・作曲：宮川大聖　編曲：Mind United

※ ドラマ『Life 線上の僕ら』エンディング主題歌
Blu-ray
1. Music Video-
  1. Symbol
  2. ミスターグリッチ
  3. rhythm
2. 大生誕祭2019 in 日本武道館-
  1. LiBERO
  2. 略奪

## レコーディング参加
- 久保田真吾 - ギター、プログラミング
- サカイダユーキ - ギター、プログラミング
- 柴崎浩（WANDS、abingdon boys school） - ギター
- 西川進 - ギター
- 鳥越啓介 - ベース
- 佐野康夫 - ドラム
- 宮崎祐介 - ピアノ